# Avialae
Avialae (з лат. буквально: «пташині крила») — клада літаючих динозаврів, яка включає нині живих представників — птахів. Зазвичай визначається як «усі тероподи, ближче споріднені зі сучасними птахами, ніж із дейноніхозаврами», хоча використовуються й альтернативні визначення.
Тривалий час найбільш раннім відомим представником клади Avialae, який, можливо, мав здатність до махаючого польоту, вважали Archaeopteryx lithographica з верхньоюрських Зольнхофенських вапняків Німеччини. Пізніше кілька більш ранніх можливих представників Avialae були виявлені у верхньоюрській формації Tiaojishan у Китаї, яка датується 160 млн років.

## Визначення
Більшість дослідників визначає Avialae як вузлову кладу, хоча визначення відрізняються. Багато авторів використовували визначення, аналогічне «всім тероподам, які ближче до птахів, ніж до дейнониха». Майже таке ж визначення: «група теропод, що включає всі таксони, які ближче до горобців, ніж до дромеозавра» використовували Агнолін і Новас (2013) для визначення клади Averaptora.
Крім того, починаючи з кінця 2000-х — початку 2010-х років, кілька груп дослідників стали прив'язувати визначення Avialae ще й до роду троодон. Троодонтиди часто вважаються членами сестринської до Avialae групи дейноніхозаврів, куди входять також дромеозавриди, але деякі дослідження показали, що троподонтиди ближче споріднені зі сучасними птахами, ніж із дромеозавридами. Тому в більш пізніх визначеннях обсягу Avialae спеціально оговорюють, що вони не включають ні дромеозавра, ні троодона.
Avialae також іноді визначають на основі апоморфії. Жак Готьє, який у 1986 році запровадив назву Avialae, у 2001 році запропонував інше визначення групи: «усі динозаври, що мали оперені крила, які використовувалися при махаючому польоті, і птахи, що походять від них».

## Відмінності від птахів
Готьє (стор. 34) звернув увагу, що в літературі наявні 4 способи визначення терміна «Aves», тоді як застосування однієї і тієї ж назви до груп різного обсягу становить проблему. Готьє запропонував рішення (нижче, під № 4), яке полягало в тому, щоб зарезервувати термін Aves тільки для кронової групи — останнього спільного предка усіх нині живих птахів і його нащадків. Для інших груп він запропонував інші назви.
1. Aves може означати всіх рептилій, більш близьких до птахів, ніж до крокодилів (альтернатива Avemetatarsalia [= Pan-aves]).
2. Aves може означати просунутих архозаврів з пір'ям (альтернатива Avifilopluma).
3. Aves може означати пернатих динозаврів, які могли літати (альтернатива Avialae).
4. Aves може означати останнього загального предка всіх живих птахів і всіх його нащадків («вінцева група») (альтернатива Neornithes).

Згідно з четвертим визначенням, археоптерикс є членом клади Avialae, але не є представником Aves. Пропозиції Готьє були прийняті багатьма дослідниками в області палеонтології і еволюції птахів, хоч і були визнані суперечливими. Клада Avialae, спочатку запропонована для заміни систематики традиційних викопних решток Aves, іноді використовується як синонім для загальновживаної назви птахів.

## Еволюція
Найбільш ранні можливі скам'янілості Avialae походять з китайської формації Tiaojishan, яка датується оксфордським віком юрського періоду, близько 160 млн років. Знайденими тут таксонами є Anchiornis huxleyi, Xiaotingia zhengi  і Aurornis xui, Xiaotingia zhengi і Aurornis xui. Археоптерикс, чиї скам'янілості датуються трохи ранішою епохою (приблизно 150—145 млн років) був знайдений у Німеччині. Багато з цих ранніх представників клади мали незвичайні особливості анатомії, які могли успадковувати сучасні птахи, проте втратили їх у процесі еволюції. До таких особливостей відносяться збільшений кіготь на великому пальці, а також довгі пір'я, або «задні крила», які покривали ноги і ступні й могли використовуватися при повітряному маневруванні.
Протягом крейдяного періоду Avialae диверсифікувалися у найрізноманітніші форми. Багато груп зберегли примітивні характеристики, такі як крила з пальцями і зуби, хоча останні були втрачені незалежно в ряді груп, включаючи сучасних птахів. У той час як самі ранні форми, такі як археоптерикс і джехолорніс, зберігали довгі кісткові хвости своїх предків, хвости більш просунутих членів клади укоротилися з появою пігостилю в групі Pygostylia. У пізньому крейдяному періоді, близько 95 млн років тому, предок сучасних птахів також поліпшив нюх.